# 라싸시
라싸시(티베트어: ལྷ་ས་གྲོང་ཁྱེར། 라싸동켸르, 중국어 간체자: 拉萨市, 정체자: 拉薩市, 병음: lāsà shì) 또는 라사는 티베트 자치구의 중앙부에 위치한 도시이다. 티베트 자치구의 정치와 경제, 교육, 문화의 중심지이다. 1960년에 정식 도시로 등록된 라싸는 1965년에 신설된 티베트 자치구의 청사 소재지가 되었으며, 1982년에는 국가역사문화명성으로 지정되었다.

## 역사

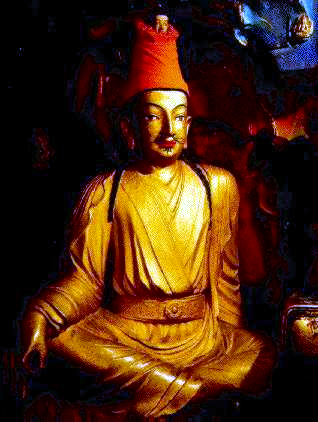
송첸캄포

7세기 전반에 티베트를 통일한 토번 왕조 제 33대 송첸감포는 라싸를 티베트의 수도로 정하고, 641년에는 당나라의 황실의 문성공주를 티베트의 제2왕비로 맞이했다. 이미 네팔의 왕녀 브리쿠티 네비를 1황후로 맞았으며, 동시에 문성공주도 왕비로 맞아 두 명이 가져온 불상을 본존으로 봉인하기 위해, 조캉 사원 등을 지었다.
9세기 토번 왕조의 붕괴 이후, 티베트의 정치적 중심은 권력자들의 소재지를 전전했지만, 라싸는 종교적 중심지로 부동의 지위를 누렸다. 1414년에는 간덴 사원, 세라 사원, 드레펑 사원 등 라싸 3대 사원을 건립하여 겔룩빠의 본거지가 되었다. 17세기 중기에는 달라이 라마의 열렬한 신자인 오이라트 호쇼트 부족의 구시 칸(Güshi Khan)이 티베트를 대부분 정복하여 달라이 라마는 종파를 넘는 종교 최고 권위자로서의 지위가 확립되어 제종파에 대한 거루파의 우위, 특히 몽골에 있어서의 거루파의 우세가 결정되었다. 이 결과 라싸는 다시 티베트 전역의 정치적, 경제적, 문화적 중추의 지위를 획득했을 뿐만 아니라, 티베트인, 몽골인, 만주인 등에서 구성되는 티베트 불교 문화권의 중심이 되었다.
1642년에 성립한 간덴포당 정권의 초기, 당시의 달라이 라마 5세에 의해 포탈라궁 등 행정 기구의 거점이 건설되어 정치 중심지으로서의 기능이 정비되었다. 1986년 이래 대외에 개방되어 점차 관광도시로서 발전하고 있다.

## 지도
|  |

## 지리

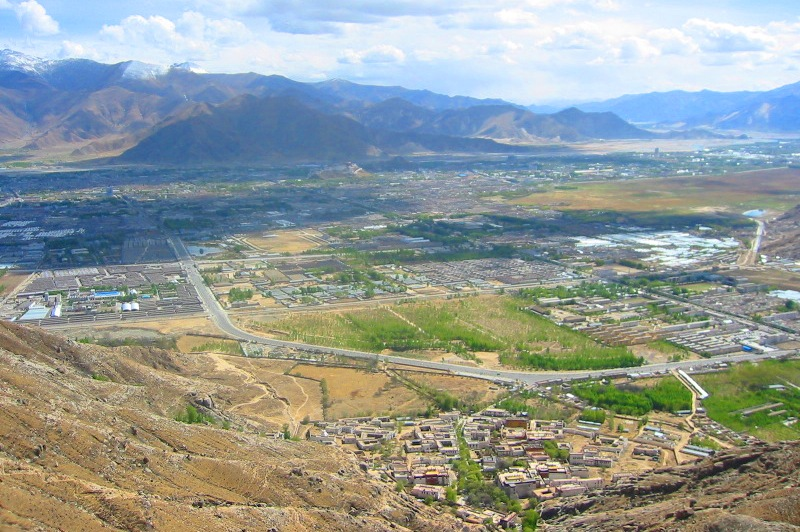
라싸 계곡

티베트 중앙부, 야를룽창포 하류 지역에 위치하며, 해발 3,700m 지점에 있다. 라싸는 조캉 사원을 중심으로 한 환상 도로 「파르콜(八角街)」의 주변으로 펼쳐지는 구시가와 구시가의 서쪽으로 펼쳐지는 중국의 지배 하에서 건설된 신시가로부터 완성된다. 라싸 시는 고도 라싸와 그 교외 지역의 성관구와 그 주변의 7현으로 구성된다. 라싸의 동쪽으로 위치하는 산난 지구와 함께, 중앙 티베트 동부의 위창 지방을 구성한다. 티베트 민족이 87%를 차지한다.

### 기후
고원 평지 지형으로 인해 온화한 기후이며, 라싸는 연 평균 기온 8 °C로 엄동설한과 무더위에서는 자유롭다. 연간 3,000 시간 이상의 일조량으로 어떤 티베트인들은 ‘햇볕 도시’라고 부르기도 한다.
라싸는 연 강수량 426.4mm로 주로 7월과 8월, 9월 사이에 비가 내린다. 우기는 가장 여행하기 좋은 때로 여겨지며, 비는 밤중에만 오고, 낮에는 햇볕이 난다. 1월의 강수량은 0.8mm, 8월의 강수량은 120.6mm에 이른다.
| 라싸시 청관구의 기후                                          | 라싸시 청관구의 기후 | 라싸시 청관구의 기후 | 라싸시 청관구의 기후 | 라싸시 청관구의 기후 | 라싸시 청관구의 기후 | 라싸시 청관구의 기후 | 라싸시 청관구의 기후 | 라싸시 청관구의 기후 | 라싸시 청관구의 기후 | 라싸시 청관구의 기후 | 라싸시 청관구의 기후 | 라싸시 청관구의 기후 | 라싸시 청관구의 기후 |
| 월                                                            | 1월                  | 2월                  | 3월                  | 4월                  | 5월                  | 6월                  | 7월                  | 8월                  | 9월                  | 10월                 | 11월                 | 12월                 | 연간                 |
| ------------------------------------------------------------- | -------------------- | -------------------- | -------------------- | -------------------- | -------------------- | -------------------- | -------------------- | -------------------- | -------------------- | -------------------- | -------------------- | -------------------- | -------------------- |
| 역대 최고 기온 °C (°F)                                        | 20.5 (68.9)          | 21.3 (70.3)          | 25.1 (77.2)          | 25.9 (78.6)          | 29.4 (84.9)          | 30.8 (87.4)          | 30.4 (86.7)          | 27.2 (81.0)          | 26.5 (79.7)          | 24.8 (76.6)          | 22.8 (73.0)          | 20.1 (68.2)          | 30.8 (87.4)          |
| 일평균 최고 기온 °C (°F)                                      | 8.3 (46.9)           | 10.4 (50.7)          | 13.4 (56.1)          | 16.5 (61.7)          | 20.5 (68.9)          | 23.9 (75.0)          | 23.3 (73.9)          | 22.3 (72.1)          | 21.1 (70.0)          | 17.9 (64.2)          | 13.3 (55.9)          | 9.7 (49.5)           | 16.7 (62.1)          |
| 일일 평균 기온 °C (°F)                                        | −0.3 (31.5)          | 2.7 (36.9)           | 6.1 (43.0)           | 9.2 (48.6)           | 13.2 (55.8)          | 16.7 (62.1)          | 16.5 (61.7)          | 15.8 (60.4)          | 14.2 (57.6)          | 9.8 (49.6)           | 4.1 (39.4)           | 0.3 (32.5)           | 9.0 (48.3)           |
| 일평균 최저 기온 °C (°F)                                      | −7.1 (19.2)          | −4.2 (24.4)          | −0.5 (31.1)          | 3.1 (37.6)           | 7.1 (44.8)           | 11.1 (52.0)          | 11.7 (53.1)          | 11.1 (52.0)          | 9.3 (48.7)           | 3.7 (38.7)           | −2.5 (27.5)          | −6.3 (20.7)          | 3.0 (37.5)           |
| 역대 최저 기온 °C (°F)                                        | −16.5 (2.3)          | −15.4 (4.3)          | −13.6 (7.5)          | −8.1 (17.4)          | −2.7 (27.1)          | 2.0 (35.6)           | 4.5 (40.1)           | 3.3 (37.9)           | 0.3 (32.5)           | −7.2 (19.0)          | −11.2 (11.8)         | −16.1 (3.0)          | −16.5 (2.3)          |
| 평균 강수량 mm (인치)                                         | 0.9 (0.04)           | 1.9 (0.07)           | 3.5 (0.14)           | 8.3 (0.33)           | 31.1 (1.22)          | 84.0 (3.31)          | 140.5 (5.53)         | 129.8 (5.11)         | 64.8 (2.55)          | 6.5 (0.26)           | 0.9 (0.04)           | 0.7 (0.03)           | 472.9 (18.63)        |
| 평균 강수일수 (≥ 0.1 mm)                                      | 0.6                  | 1.2                  | 2.4                  | 5.2                  | 9.5                  | 14.4                 | 19.8                 | 19.1                 | 13.5                 | 3.5                  | 0.6                  | 0.5                  | 90.3                 |
| 평균 강설일수                                                 | 1.3                  | 2.2                  | 5.5                  | 5.6                  | 0.9                  | 0                    | 0                    | 0                    | 0.1                  | 1.1                  | 1.3                  | 0.7                  | 18.7                 |
| 평균 상대 습도 (%)                                            | 25                   | 24                   | 27                   | 36                   | 41                   | 48                   | 59                   | 61                   | 57                   | 43                   | 32                   | 27                   | 40                   |
| 평균 월간 일조시간                                            | 250.0                | 234.4                | 256.0                | 254.3                | 279.8                | 260.4                | 227.5                | 223.5                | 238.4                | 280.6                | 266.2                | 256.5                | 3,027.6              |
| 가능 일조율                                                   | 77                   | 74                   | 68                   | 65                   | 66                   | 62                   | 54                   | 55                   | 65                   | 80                   | 84                   | 81                   | 69                   |
| 출처: 중국기상국 (평년값: 1991년~2020년, 극값: 1951년~2022년) |                      |                      |                      |                      |                      |                      |                      |                      |                      |                      |                      |                      |                      |

| 구/현         | 지역 | 평균 기온 | 평균 기온  | 무상일수 | 강수량 | 강수량 |
| 구/현         | 지역 | °C        | °F         | 무상일수 | mm     | in     |
| ------------- | ---- | --------- | ---------- | -------- | ------ | ------ |
| 청관 구       | 중부 | 8°        | 46°        | 110      | 500    | 20     |
| 두이룽더칭 구 | 중부 | 7°        | 45°        | 120      | 310    | 12     |
| 다쯔 구       | 중부 | 7.5°      | 45.5°      | 130      | 500    | 20     |
| 당슝 현       | 북부 | 1.3°      | 34.3°      | 62       | 481    | 18.9   |
| 린저우 현     | 중부 | 2.9-5.8°  | 37.2-42.4° | 120      | 310    | 12     |
| 모주궁카 현   | 중부 | 5.1-9.1°  | 41.2-48.4° | 90       | 515.9  | 20.31  |
| 니무 현       | 남부 | 6.7°      | 44.1°      | 100      | 324.2  | 12.76  |
| 취수이 현     | 남부 |           |            | 150      | 441.9  | 17.40  |

## 인구
중국 정부의 공식적인 통계에 따르면 라싸의 인구는 52만 1500 명이다. 이 중 각 시의 구 인구는 25만 7400 명이다. 라싸는 티베트족, 한족, 후이족 등 31개 민족이 거주하며 티베트족이 시 인구의 90%를 차지하고 있다. 이것은 이주자들의 인구가 포함된 것이나 주둔한 군사 수는 포함되지 않았다.
그러나 티베트 망명 집단은 과거 몇 년간 중국의 다른 지역에서의 이주민(특히 한족과 후이족)의 유입으로 티베트족은 소수라고 주장한다. 많은 외국 언론인들의 보도가 이러한 사실을 뒷받침한다.
| 라싸 시의 민족 구성 (2000) | 라싸 시의 민족 구성 (2000) | 라싸 시의 민족 구성 (2000) | 라싸 시의 민족 구성 (2000) | 라싸 시의 민족 구성 (2000) | 라싸 시의 민족 구성 (2000) | 라싸 시의 민족 구성 (2000) | 라싸 시의 민족 구성 (2000) |
|                            | 총 인구                    | 티베트족                   | 티베트족                   | 한족                       | 한족                       | 기타                       | 기타                       |
| 라싸 시                    | 474,499                    | 387,124                    | 81.6%                      | 80,584                     | 17.0%                      | 6,791                      | 1.4%                       |
| -------------------------- | -------------------------- | -------------------------- | -------------------------- | -------------------------- | -------------------------- | -------------------------- | -------------------------- |
| 청관 구                    | 223,001                    | 140,387                    | 63.0%                      | 76,581                     | 34.3%                      | 6,033                      | 2.7%                       |
| 린저우 현                  | 50,895                     | 50,335                     | 98.9%                      | 419                        | 0.8%                       | 141                        | 0.3%                       |
| 당슝 현                    | 39,169                     | 38,689                     | 98.8%                      | 347                        | 0.9%                       | 133                        | 0.3%                       |
| 니무 현                    | 27,375                     | 27,138                     | 99.1%                      | 191                        | 0.7%                       | 46                         | 0.2%                       |
| 취수이 현                  | 29,690                     | 28,891                     | 97.3%                      | 746                        | 2.5%                       | 53                         | 0.2%                       |
| 두이룽더칭 현              | 40,543                     | 38,455                     | 94.8%                      | 1,868                      | 4.6%                       | 220                        | 0.5%                       |
| 다쯔 현                    | 24,906                     | 24,662                     | 99.0%                      | 212                        | 0.9%                       | 32                         | 0.1%                       |
| 모주궁카 현                | 38,920                     | 38,567                     | 99.1%                      | 220                        | 0.6%                       | 133                        | 0.3%                       |

## 행정 구역
3개의 시할구와 5개의 현을 가진다.
시할구

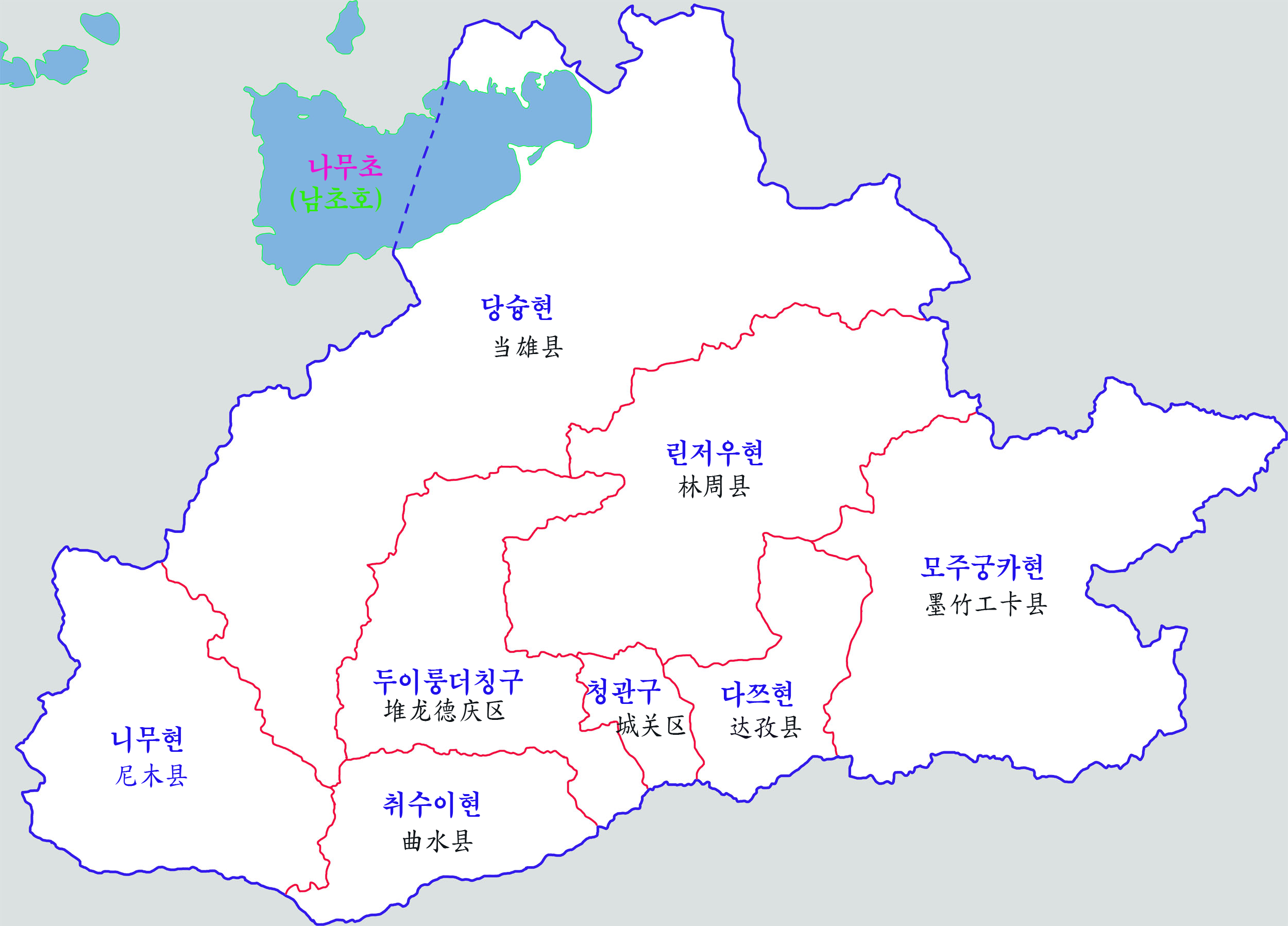
라싸 시 행정구역

- 청관 구(틴꾄 구)(티베트어: ཁྲིན་ཀོན་ཆུས།་, 중국어: 城关区)
- 두이룽더칭 구(뙬룽데첸 구)(티베트어: སྟོད་ལུང་བདེ་ཆེན་ཆུས།, 중국어: 堆龙德庆区)
- 다쯔 구(딱쩨 구)(티베트어: སྟག་རྩེ་ཆུས།, 중국어: 达孜区)

현
- 린저우 현(륀둥 현)(티베트어: ལྷུན་གྲུབ་རྫོང་།, 중국어: 林周县)
- 당슝 현(담숭 현)(티베트어: འདམ་གཞུང་རྫོང་།, 중국어: 当雄县)
- 니무 현(녜모 현)(티베트어: སྙེ་མོ་རྫོང་།, 중국어: 尼木县)
- 취수이 현(취쓔르 현)(티베트어: ཆུ་ཤུར་རྫོང་།་, 중국어: 曲水县)
- 모주궁카 현(묄도궁까르 현)(티베트어: མལ་གྲོ་གུང་དཀར་རྫོང་།	, 중국어: 墨竹工卡县)

## 볼거리
라싸는 국무원에 의해 국가역사문화명성으로 지정되었고, 포탈라궁은 1994년에 유네스코의 세계 유산에 「라사의 포타라궁의 역사적 유적군」으로서 등록되었다. 조캉 사원도 2000년에 추가로 등록되었고, 노브림카도 2001년 확대 등록되었다. 현재 연간 40만명에서 50만명의 관광객이 찾아오고 있다.
- 조캉 사원
- 노블링카
- 포탈라궁
- 바코르
- 남초호수

## 교통
저널리스트는 2006년 세계에서 가장 높은 고원을 운행하는 칭짱열차의 개통으로 부동산의 거래가 늘고 있으며, 물가상승을 부추기고 있다고 밝히고 있다.
매일 라싸 기차역에 다섯편이 오가고 있다. T27 열차는 베이징 서역까지 47시간 28분이 소요되며, 매일 20:58분에 도착한다. 라싸에서 베이징 서역을 오가는 T28 열차는 08:00에 출발하여, 사흘 때되는 아침 08:00에 베이징에 도착하며, 48시간이 소요된다.
청두, 충칭, 란저우, 광저우, 상하이 등에서도 출발하는 열차가 있다. 처음 가는 사람들은 고산병에 시달릴 염려가 있으므로 산소마스크나, 상비약을 준비해야 한다.
라싸 공가 공항은 시 남쪽에서 98 km 떨어진 곳에 있다.

## 참고 문헌
- “Basic Dazi”. Dazi Industry and Information Bureau. 2015년 2월 21일에 원본 문서에서 보존된 문서. 2015년 2월 21일에 확인함.
- Ge Le; Li Tao (1996). “Rural Urbanization in China’s Tibetan Region: Duilongdeq County as a Typical Example” (PDF). 《Chinese Sociology and Anthropology》 28 (4): 34–56. doi:10.2753/csa0009-4625280434. 2021년 1월 16일에 원본 문서 (PDF)에서 보존된 문서. 2015년 2월 10일에 확인함.
- “Lhasa Duilongdeqing County Profile”. 《Chinese Government Network》 (중국어). 2015년 2월 9일에 원본 문서에서 보존된 문서. 2015년 2월 9일에 확인함.
- “Lhasa Qushui Introduction” (중국어). Chinese Government Network. 2015년 2월 17일에 원본 문서에서 보존된 문서. 2015년 2월 17일에 확인함.
- “Linzhou”. 《TibetOL》. China Intercontinental Communication Center. 2015년 2월 15일에 확인함.
- Mei, Zhimin (2008년 10월 6일). “Lhasa, Tibet Damxung – 6.6 Earthquake” (중국어). China News Network. 2015년 2월 8일에 확인함.
- “Mozhugongka County”. 《TibetOL》 (중국어). 2015년 2월 9일에 확인함.
- “Nyêmo County Overview”. Municipal People's Government of Lhasa. 2011년 3월 15일. 2015년 2월 14일에 원본 문서에서 보존된 문서. 2015년 2월 20일에 확인함.